# 伊日·托日奇卡
伊日·托日奇卡（捷克語：Jiří Tožička，1901年11月14日—1981年5月15日），捷克男子冰球运动员。他曾代表捷克斯洛伐克参加1928年和1936年冬季奥林匹克运动会冰球比赛，分别获得第五名和第四名。